# Miroslav Blažević
Miroslav Blažević (Travnik, 1935. február 10. – Zágráb, 2023. február 8.) boszniai horvát labdarúgó, edző. Játékoskarrierjét az egykori Jugoszlávia boszniai és horvát részén kezdte, majd az 1960-as években Svájcban folytatta és fejezte be. Edzőként svájci és horvát bajnokságot nyert. Négy ország válogatottjának volt szövetségi kapitánya, legnagyobb sikerét a horvát labdarúgó-válogatottal érte el, amellyel az 1998-as labdarúgó-világbajnokságon bronzérmet szerzett. Sportpályafutása mellett aktívan vesz részt Horvátország közéletében. Ćiro becenevén is ismert.

## Pályafutása

### Játékosként
A korabeli Jugoszláv Királyság boszniai részén született egy horvát család gyermekeként, Travnik városában. Játékosként a városi NK csapatában kezdte pályafutását. Ezt követően 1957-ben a fő horvát, 1958-ban a fő boszniai csapatok egyikéhez, a Dinamo Zagrebhez, illetve az FK Sarajevóhoz került. Egy szezon után, 1959-ben egy másik horvát labdarúgóklub, az NK Rijeka játékosa lett. 1964-ben Svájcban folytatta pályafutást, ahol előbb a másodosztályú FC Moutier szerződtette. A csapattal 1966-ban feljutott az élvonalba, azonban Blažević átigazolt a szintén első osztályban szereplő FC Sionhoz. Klubjaiban csatárként játszott, azonban saját bevallása szerint játékosként, élvonalbeli szerepléseitől függetlenül, átlagos volt. Emiatt úgy döntött, hogy edzői karrierbe kezd és mindössze harminchárom évesen a Vevey-Sports edzőjeként kezdett el dolgozni.

### Edzőként
A Vevey-Sportsnál eltöltött három szezon után egykori csapata, az FC Sion vezetőedzőjévé nevezték ki. Itt öt évet töltött el, legnagyobb eredménye az 1974-es svájci kupagyőzelem volt. 1976-ban a Lausanne-Sport edzője lett, illetve két mérkőzés erejéig a svájci labdarúgó-válogatott szövetségi kapitányaként is dolgozott. Három év után, 1979-ben visszatért Jugoszláviába, ahol egyik korábbi csapata, a Rijeka szerződtette. 1980-ban került egy újabb excsapatához, a Dinamo Zagrebhez. Itt 1982-ben megnyerte a jugoszláv bajnokságot a csapattal, egy évre rá pedig a jugoszláv kupát. Ekkor visszatért Svájcba, a zürichi Grasshoppershez, amellyel 1984-ben megnyerte a bajnokságot. 1985-ben a Koszovó területén lévő FK Prištinához került, ahol a csapattal sikerült a jugoszláv élvonalba feljutnia. Ezt követően visszatért a Dinamo Zagrebhez, három szezon után a franciaországi FC Nantes, majd 1991-ben a görögországi PAÓK Szaloniki vezetőedzőjévé nevezték ki. 1992-ben harmadszor is a zágrábi Dinamo edzője lett, amellyel 1993-ban megnyerte a horvát bajnokságot.
1994-ben a horvát labdarúgó-válogatott szövetségi kapitányává nevezték ki. Az ezt követő hat év a horvát labdarúgás legsikeresebbjei közé tartozik. Kijutott az Angliában rendezett 1996-os labdarúgó-Európa-bajnokságra, illetve a két évvel később Franciaországban rendezett világbajnokságra. A válogatottal meglepetésre megszerezte a harmadik helyet, a csoportkörben Jamaicát és Japánt, a nyolcaddöntőben Romániát, a negyeddöntőben pedig Németországot legyőzve. Az elődöntőben a későbbi világbajnok házigazda Franciaországtól szenvedett vereséget. Az akkori válogatott tagja volt számos világszerte ismert játékos, mint a világbajnokság gólkirálya, Davor Šuker vagy Robert Prosinečki, Zvonimir Boban és Goran Vlaović. A világbajnokság alatt feltűnést keltett azzal, hogy minden mérkőzésen egy francia csendőrsapkát tartott a kezében. A válogatottól a 2000-es Európa-bajnoki selejtezőkön való sikertelen szereplés után távozott. 2001-ben felkérték az iráni labdarúgó-válogatott szövetségi kapitányának, az ajánlatot elfogadta. A 2002-es világbajnoksági selejtezőkön Írországgal szemben maradt alul 1–2-re, így távozott a válogatottól.
Ezt követően rövid ideig az NK Osijek, majd ismételten a Dinamo Zagreb és a szlovéniai MK Mura edzője volt. A Dinamóval megnyerte 2003-ban a horvát bajnokságot. A Murától átszerződött a Varteks Varaždin csapatához, itt a 2004/05-os szezon végéig maradt. 2005-ben a Dinamo nagy riválisának, a Hajduk Splitnek lett vezetőedzője, ami a spliti szurkolótáborban nagy vitákat generált Blažević Dinamo-kötődése miatt. Azonban a csapat a Debreceni VSC ellen 8–0-s összesítéssel kiesett az európai kupaküzdelmektől és a bajnokságban is gyengén indult, így már 2005 szeptemberében távoznia kellett. Októberben a svájci Neuchâtel Xamax vezetőedzője lett, azonban nem tudta a csapattal elkerülni a kiesést a svájci élvonalból. Ezt követően visszatért Horvátországba, ahol a kisebbik zágrábi csapat, az NK Zagreb vezetőedzője lett. 2007-ben a harmadik helyen végzett az csapattal, azonban a következő szezon végén távozott a klubtól. Pár nappal később kinevezték a bosznia-hercegovinai labdarúgó-válogatott szövetségi kapitányává. A válogatottal elérte a 2010-es világbajnokság európai pótselejtezőjét, ahol 0–2-s összesítéssel maradt alul Portugáliával szemben. Nem sokkal ezután lemondott, miután összetűzés alakult ki Zvjezdan Misimović és közte. Rövid kínai (Sanghaj Senhua, kínai olimpiai válogatott) és iráni kitérő után 2012-ben visszatért az NK Zagrebhez, ezzel hetvenhét évesen Európa legidősebb aktív edzője lett. Mivel a Zagrebbel a szezon végén kiesett az élvonalból, lemondott és bejelentette visszavonulását az edzőségtől. Ezzel a magyar Garami József vált Európa legidősebb aktív edzőjévé. 2014 januárjában visszatért, amikor felkérték, hogy a bosnyák másodosztályú FK Sloboda Tuzla vezetőedzője legyen a szezon végéig, azzal a céllal, hogy feljussanak a bosnyák élvonalba. A klub irányításával feljutott, a szezon végén távozott a klubtól. Később a horvát élvonalbeli NK Zadar szerződtette. Itt 2015 januárjáig dolgozott.
Stílusára jellemző volt a harsány beszédmód, a hangzatos megnyilatkozások, amikkel a sajtó kedvencei közé tartozott. Szokatlan motivációs technikái is legendás edzővé tették. 2009-ben a legmagasabb horvát sportkitüntetéssel, a Franjo Bučar-díjjal jutalmazták.

## Közéleti tevékenysége
Blažević Horvátország függetlenségének neves támogatója volt, az 1990-es években belépett a Franjo Tuđman elnök vezette Horvát Demokratikus Unióba (HDZ) és Tuđman legnevesebb támogatói közé tartozott. A pártból 2000-ben (Tuđman halálát követően pár hónappal) kilépett, mert nem értett egyet az új HDZ-elnök Ivo Sanader politikájával. 2005-ben független jelöltként elindult a horvát elnökválasztáson, ahol a szavazatok 0,8%-át érte el.
2009-ben Sanader meggyőzte, hogy a HDZ jelöltjeként induljon a zágrábi önkormányzati választáson, ahol pártja listájáról bejutott a városi tanácsba, amelynek korelnöke lett. A 2013-as önkormányzati választáson nem indult. Aktuális közéleti kérdésekben hallatja hangját, többek között a zágrábi városi ügyek kapcsán, illetve kritizálja az Amerikai Egyesült Államok külpolitikáját. A 2016-os horvát parlamenti választáson Milan Bandić zágrábi polgármester pártja színeiben indul listavezetőként a diaszpórahorvátok választókerületében.